# 法蘭基·弗里許
法蘭克·法蘭西斯·弗里許（英語：Frank Francis Frisch, 1898年9月9日—1973年3月12日），綽號「The Fordham Flash」，為前美國職棒大聯盟的二壘手。

## 生平

### 職業生涯

#### 紐約巨人
1919年，弗里許與巨人隊簽約，而且他完全沒有在小聯盟出賽就直升大聯盟。1920年，他34次盜壘在國聯排名第三。總教練約翰·麥格勞也對他印象深刻，馬上任命他為球隊隊長。
1921年到1926年間，弗里許的打擊率都超過3成。不論是在守備還是跑壘方面，他的技巧都非常出色。1921年，他48次盜壘拿下盜壘王。1921年和1922年，巨人連續拿下世界大賽冠軍。
弗里許與巴勃羅·桑多瓦爾是隊史上季後賽單場雙安以上次數最多的選手，他們在季後賽各自有15次達成單場雙安以上的紀錄。

#### 聖路易紅雀
1926年8月，弗里許因為一次看錯暗號導致球隊少得到一分。他也被麥格勞當著其他隊員的面前大聲斥責，弗里許因此要求麥格勞將他轉隊。於是在該年球季結束後，弗里許與投手Jimmy Ring被交易至紅雀隊，巨人換來球星羅傑·霍斯比。
1931年，他的打擊率為3成11，4轟82分打點，還有28次盜壘，也讓他順利拿下國聯MVP。該年紅雀闖入世界大賽擊敗運動家隊拿下冠軍。
1933年，弗里許開始成為隊上的總教練。1934年世界大賽，紅雀4勝3敗打敗老虎隊拿下冠軍。
1937年，弗里許卸下球員身分。生涯打擊率3成16，2880支安打，105轟。419次盜壘一度為左右開弓的打者中的最多紀錄，直到1977年才被彼得·羅斯超越。弗里許在左右兩個打席的打擊率都超過3成，這項紀錄在生涯超過5000個打席的左右開弓打者中，除了弗里許外，也只有奇伯·瓊斯達成過。
1947年，弗里許入選名人堂。他持續執教直到1951年卸下總教練身分。

### 晚年
1973年，弗里許在馬里蘭州的埃爾克頓發生車禍，不久後去世，享年74歲。他與另外兩名名人堂球員密爾·歐特和卡爾·哈伯爾一樣都是死於車禍。
1999年，The Sporting News將他評選為百大傑出棒球員中的第88名。他還獲得大聯盟世紀棒球隊的提名。
2014年1月，紅雀隊將弗里許與與其他22位前紅雀球星入選聖路易紅雀名人堂博物館。
美國詩人Ogden Nash在他的詩集<Line-Up for Yesterday>裡提到了弗里許。

## 外部連結
- 球員資訊和成績在MLB，ESPN，Retrosheet ，Baseball Reference ，Fangraphs ，The Baseball Cube （英文）